# Abdallah Ndour
Abdallah Ndour (sinh ngày 20 tháng 12 năm 1993) là một cầu thủ bóng đá chuyên nghiệp người Sénégal thi đấu cho FC Sochaux-Montbéliard ở vị trí hậu vệ.

## Sự nghiệp
Vào tháng 6 năm 2020, Ndour kí hợp đồng với FC Sochaux-Montbéliard với bản hợp đồng có thời hạn 3 năm, từ Strasbourg.